# Goldsberry Township (comté de Howell, Missouri)
Goldsberry Township est un ancien township du comté de Howell dans le Missouri, aux États-Unis,.
À sa création le township comprenait l'actuel Chapel Township. Il est baptisé en référence à William H. Goldsberry, un pionnier, propriétaire terrien, arrivé de Caroline du Nord en 1856.

## Source de la traduction
- (en) Cet article est partiellement ou en totalité issu de l’article de Wikipédia en anglais intitulé « Goldsberry Township, Howell County, Missouri » (voir la liste des auteurs).